# Deutsche Poolbillard-Meisterschaft 2002 (Damen)
Die Deutsche Poolbillard-Meisterschaft 2002 war die 22. Austragung zur Ermittlung der nationalen Meistertitel der Damen in der Billardvariante Poolbillard. Sie wurde in Willingen ausgetragen. Es wurden die Deutschen Meisterinnen in den Disziplinen 14/1 endlos, 8-Ball, 9-Ball und 8-Ball-Pokal ermittelt.

## Medaillengewinnerinnen
| Disziplin    | Gold                                   | Silber                                    | Bronze                                        | Bronze                                 |
| ------------ | -------------------------------------- | ----------------------------------------- | --------------------------------------------- | -------------------------------------- |
| 14/1 endlos  | Franziska Stark (PBV Schwetzingen)     | Janine Drescher (PBC Rot-Gelb Stolberg)   | Diana Stateczny (SG Herne-Stamm/Sodingen)     | Silke Falkus (SG Herne-Stamm/Sodingen) |
| 8-Ball       | Karin Mayet (Pool Wizards Holzkirchen) | Franziska Stark (PBV Schwetzingen)        | Daniela Benz (BVS Heddesheim)                 | Natascha Niermann (BSG Osnabrück)      |
| 9-Ball       | Susanne Wessel (PBC Castrop)           | Silke Falkus (SG Herne-Stamm/Sodingen)    | Molrudee Kasemchaiyanan (PV Astoria Walldorf) | Christine Wiechert (BC Oberhausen)     |
| 8-Ball-Pokal | Katja Culbertson (1. PBC Gera)         | Diana Stateczny (SG Herne-Stamm/Sodingen) | Claudia Wiskotschil (PBC Gießen)              | Nicole Kaldeway (BPG Linde Mariendorf) |

## Modus
Die 32 Spielerinnen, die sich über die Landesmeisterschaften der Billard-Landesverbände qualifiziert haben, spielten zunächst im Doppel-KO-System. Ab dem Viertelfinale wurde im KO-System gespielt.

## Wettbewerbe
Aus Gründen der Übersichtlichkeit werden im Folgenden jeweils nur die 16 bestplatzierten Spielerinnen notiert.

### 14/1 endlos
| Platz | Spieler            | Verein                   |
| ----- | ------------------ | ------------------------ |
| 1     | Franziska Stark    | PBV Schwetzingen         |
| 2     | Janine Drescher    | PBC Rot-Gelb Stolberg    |
| 3     | Diana Stateczny    | SG Herne-Stamm/Sodingen  |
| 3     | Silke Falkus       | SG Herne-Stamm/Sodingen  |
| 5     | Susanne Wolf       | PBC Dillingen            |
| 5     | Katja Culbertson   | 1. PBC Gera              |
| 5     | Jennifer Vietz     | PBC Joker Kamp-Lintfort  |
| 5     | Sandra Ortner      | BC Sindelfingen          |
| 9     | Karin Mayet        | Pool Wizards Holzkirchen |
| 9     | Martina Bund       | 1. PBC St. Augustin      |
| 9     | Susanne Wessel     | PBC Castrop              |
| 9     | Sylvia Buschhüter  | PBC Olimpia München      |
| 13    | Christine Wiechert | BC Oberhausen            |
| 13    | Silke Dahners      | Mönchengladbacher BV     |
| 13    | Annette Heck       | 1. PBC Gießen            |
| 13    | Natali Stürtzer    | BC Oberhausen            |

### 8-Ball
| Platz | Spieler                 | Verein                   |
| ----- | ----------------------- | ------------------------ |
| 1     | Karin Mayet             | Pool Wizards Holzkirchen |
| 2     | Franziska Stark         | PBV Schwetzingen         |
| 3     | Daniela Benz            | BVS Heddesheim           |
| 3     | Natascha Niermann       | BSG Osnabrück            |
| 5     | Katja Culbertson        | 1. PBC Gera              |
| 5     | Sandra Ortner           | BC Sindelfingen          |
| 5     | Christine Lachenmann    | PBF Feuerbach            |
| 5     | Sylvia Buschhüter       | PBC Olimpia München      |
| 9     | Tanja Barsch            | BC Schalke Gelsenkirchen |
| 9     | Christine Wiechert      | BC Oberhausen            |
| 9     | Susanne Wolf            | PBC Dillingen            |
| 9     | Corina Frister          | Kieler Billard Union     |
| 13    | Janine Drescher         | PBC Rot-Gelb Stolberg    |
| 13    | Molrudee Kasemchaiyanan | PV Astoria Walldorf      |
| 13    | Susanne Wessel          | PBC Castrop              |
| 13    | Karin Michl             | BC Diabolo Germering     |

### 9-Ball
| Platz | Spieler                 | Verein                   |
| ----- | ----------------------- | ------------------------ |
| 1     | Susanne Wessel          | PBC Castrop              |
| 2     | Silke Falkus            | SG Herne-Stamm/Sodingen  |
| 3     | Molrudee Kasemchaiyanan | PV Astoria Walldorf      |
| 3     | Christine Wiechert      | BC Oberhausen            |
| 5     | Franziska Stark         | PBV Schwetzingen         |
| 5     | Wienke Thamsen          | 1. BU Flensburg          |
| 5     | Natascha Niermann       | BSG Osnabrück            |
| 5     | Tanja Barsch            | BC Schalke Gelsenkirchen |
| 9     | Katja Culbertson        | 1. PBC Gera              |
| 9     | Sandra Ortner           | BC Sindelfingen          |
| 9     | Diana Stateczny         | SG Herne-Stamm/Sodingen  |
| 9     | Sylvia Buschhüter       | PBC Olimpia München      |
| 13    | Christine Lachenmann    | PBF Feuerbach            |
| 13    | Corina Frister          | Kieler Billard Union     |
| 13    | Daniela Benz            | BVS Heddesheim           |
| 13    | Diana Schuler           | PBC Dillingen            |